# Book of Air
Book of Air is een muziekproject van Stijn Cools en Bert Cools waarin de parameters tussen klank en tijd worden onderzocht. De muziek is erg langzaam, verstild en dreunend.  Er werden tot op heden twee albums uitgebracht, beiden getiteld Book of Air, maar uitgebracht onder verschillende bandnamen. De muziek bestaat uit improvisaties van stukken geschreven door Stijn en Bert Cools.

## Fieldtone
Het eerste Book of Air-album werd gecomponeerd door Stijn Cools. De muziek werd uitgebracht onder de bandnaam Fieldtone, een vijftal dat naast Stijn Cools bestaat uit Nathan Wouters (bas), Indrė Jurgelevičiūtė (kankles), Bert Cools en Benjamin Sauzereau (gitaar).
Fieldtone nam in 2013 een album op in Gembloux.

## Vvolk
Het tweede Book of Air-album werd uitgebracht door het 18-koppige gezelschap Vvolk en bevat composities van Stijn en Bert Cools.
Het gezelschap bestaat uit volgende muzikanten:
- Stijn Cools : drums
- Sep François: drums en percussie
- Hendrik Vanattenhoven: contrabas
- Nathan Wouters: contrabas
- Laurens Smet: contrabas & elektrische bas
- Bert Cools: gitaar
- Ruben Machtelinckx: gitaar
- Benjamin Sauzereau: gitaar
- Niels Van Heertum: eufonium
- Viktor Perdieus: tenorsaxofoon
- Thomas Jillings: tenorsaxofoon
- Erik Bogaerts: altsaxofoon en klarinet
- Frans van Isacker: altsaxofoon en klarinet
- Mathieu Robert alt- & sopraansaxofoon
- Stefan Bracaval: fluit
- Indrė Jurgelevičiūtė: kankles & harmonium
- Fruz Tonteling: harmonium
- Wout Gooris: orgel

Vvolk speelde onder meer op Jazz Middelheim.

## Discografie
- 2015 Fieldtone - book of Air (Sub Rosa)
- 2016 Vvolk - book of Air (Sub Rosa)